# Resolução 86 do Conselho de Segurança das Nações Unidas
Resolução 86 do Conselho de Segurança das Nações Unidas, foi aprovada em 26 de setembro de 1950, após ter constatado que a República da Indonésia é um Estado amante da paz que cumpriu as condições estabelecidas no Artigo 4 da Carta das Nações Unidas, o Conselho recomendou que a Assembleia Geral admitisse a República da Indonésia à adesão nas Nações Unidas.
Foi aprovada com 10 votos, a República da China se absteve.